# VK (компанія)
VK (до 12 жовтня 2021 року — Mail.ru Group) — російська технологічна компанія. Серед її активів соціальні мережі «ВКонтакті» та «Одноклассники», онлайн-ігри: до 2019 року Warface, Armored Warfare, Skyforge, Аллоды Онлайн, ArcheAge, Perfect World та Lost Ark, картографічний сервіс Maps.me, мессенджер ICQ, мобільний сервіс безплатних оголошень «Юла», каршеринг YouDrive та платформа для доставки їжі Delivery Club.
У травні 2017 року Forbes поставив Mail.ru Group на 97 місце у рейтингу ста інноваційний компаній світу.

## Активи
Mail.ru Group була сформована на основі російських активів Digital Sky Technologies в 2010 році в рамках підготовки компанії до первинної публічної пропозиції. Під управлінням Mail.ru виявився операційний бізнес холдингу, а інвестиційні активи перейшли до DST Global.
Компанія називає свою стратегію розвитку communitainment (похідне від  англ. communications + entertainment ) і фокусується на розвитку комунікаційних і розважальних інтернет-сервісів. Всі основні активи Mail.ru Group відносяться до чотирьох основних напрямках її бізнесу:
- Соціальні мережі: Mail.ru Group належать три російські соціальні мережі: «ВКонтакті», «Однокласники» і «Мой мир».
- Пошта, портал і instant messaging. В цей напрямок входять Пошта Mail.ru і портал Mail.ru, що включає головну сторінку сайту і тематичні проекти Авто Mail.ru, Кіно Mail.ru, Діти Mail.ru, Здоров'я Mail.ru, Леді Mail.ru, Новини Mail.ru, Спорт Mail.ru, Hi-Tech Mail.ru, Cars Mail.ru, Нерухомість Mail.ru і Ласкаво Mail.ru, а також сервіси миттєвого обміну повідомленнями ICQ і Агент Mail.ru.[7]
- Ігровий підрозділ Mail.ru Games розробляє і публікує клієнтські і браузерні масові багатокористувацькі онлайн-ігри, гри для соціальних мереж і мобільних пристроїв і ігровий портал Ігри Mail.ru[8]
- Пошук, e-commerce та інше: цей напрямок представлено Пошуком Mail.ru, інформаційно-довідковою системою Товари Mail.ru, яка надає інформацію про товари і послуги, їх вартості в різних інтернет-магазинах, сервісом MAPS.ME, які надають офлайн-карти і навігацію для мобільних пристроїв на основі даних OpenStreetMap, мобільним сервісом безкоштовних оголошень Юла і райдшерінговим сервісом BeepCar.

Під брендом Mail.ru також працює платформа Mail.ru для бізнесу, що об'єднує всі B2B-сервіси компанії, система питань і відповідей Відповіді Mail.ru і інші інтернет-проекти.
Mail.ru Group розвиває напрямок робіт у області Big data, які включають створення Інтелектуальне математичних моделей, проведення маркетингових досліджень, консалтинг в області розвитку інфраструктури та методології роботи з великими даними. Крім того, в портфоліо компанії є система управління базами даних (СУБД) Tarantool на базі власного opensource.
На міжнародному ринку компанія представлена проектом My.com і опублікованими на ньому картографічним сервісом MAPS.ME, поштовим клієнтом myMail, ігровим проектом myGames, платформою цільової реклами myTarget і рекомендаційним сервісом myWidget.
У вересні 2022 року додатки VK та Mail.ru було видалено з AppStore.
| Активи         | Активи           | Активи                                                                                    |
| Актив          | Частка компанії  | Вид діяльності                                                                            |
| -------------- | ---------------- | ----------------------------------------------------------------------------------------- |
| Mail.ru        | 100 %            | Інтернет-портал                                                                           |
| ВКонтакті      | 100 %            | Соціальна мережа                                                                          |
| Однокласники   | 100 %            | Соціальна мережа                                                                          |
| Мой мир        | 100 %            | Соціальна мережа                                                                          |
| One.lv         | 100 %            | Латвійська соціальна мережа                                                               |
| One.lt         | 100 %            | Литовська соціальна мережа                                                                |
| Nasza Klasa    | 70 %             | Польська соціальна мережа                                                                 |
| ICQ            | 100 %            | Мессенджер                                                                                |
| ТамТам         | 100 %            | Мессенджер                                                                                |
| B2B            | 15 %             | Система b2b-онлайн-торгів b2b-center.ru                                                   |
| Free-lance     | 15 %             | Сервіс для пошуку фриланс-роботи                                                          |
| Internest      | 20 %             | Розробник системи показу онлайн-реклами adviser.ru, soloway.ru                            |
| Liveinternet   | 30 %             | Система-онлайн статистики і блог-сервіс li.ru                                             |
| Nival Networks | 13 %             | Розробник онлайн-ігор                                                                     |
| Sape           | 27 %             | Біржа                                                                                     |
| Finance.ua     | 25 %             | Бізнес-портал                                                                             |
| Meta           | 25,5 %           | Портал meta.ua                                                                            |
| Nadavi         | 25 %             | Сервіс порівняння цін на товари nadavi.ua                                                 |
| Nezabarom      | 25 %             | Туристичний портал nezabarom.ua                                                           |
| AdRiver        | 20 %             | Керівна компанія рекламної мережі AdRiver                                                 |
| Mamba.ru       | не менше 31,19 % | Служба знайомств                                                                          |
| Qiwi           | 1,31 %           | Електронна платіжна система                                                               |
| CV Keskus      |                  | Рекрутингова служба                                                                       |
| Delivery Club  | 100 %            | Агрегатор служб доставки їжі                                                              |
| ZakaZaka       | 100 %            | Магазин цифрових товарів                                                                  |
| GeekBrains     | 51 %             | Навчальний портал для програмістів                                                        |
| Pandao         | 100 %            | Сервіс покупки товарів з Китаю                                                            |
| Tarantool      | 100 %            | Системи управління базами даних                                                           |
| Tarantool IIoT | 100 %            | Платформа для інтернету речей                                                             |
| DonationAlerts | 100 %            | Платформа для пожертв                                                                     |
| BOOM           | 100 %            | Служба потокового аудіо для ВКонтакті та Однокласники                                     |
| Ситимобил      | 26 %             | Агрегатор таксі                                                                           |
| Развивай.рф    | 45 %             | Агрегатор фінансових інструменту для бізнесу (спільне підприємство з Зовнішекономбанк РФ) |

## Власники та керівництво
У Росії компанія зареєстрована як ТОВ «Мейл.ру», яка через ТОВ «Мейл.ру Груп» на 99,99 % належить «МГЛ Мейл.ру Еквіті Лімітед» (MGL Mail.ru Group Equity Limited, Кіпр, яка в свою чергу, належить компанії «Мейл Кооператив У.А» (Mail Cooperatief U.A., Нідерланди). Остання належить компанії «Mail.ru Group Limited» (зареєстрована на Віргінських островах, головний офіс перебуває у місті Лімасол, Кіпр).